# Francisco Gros
Francisco Roberto André Gros ComMM (Rio de Janeiro, 21 de abril de 1942 – São Paulo, 20 de maio de 2010) foi um economista brasileiro. 
De ascendência francesa, Francisco Gros formou-se em economia em 1964 pela Universidade de Princeton, nos Estados Unidos.

## Carreira
Sua carreira como banqueiro de investimentos começou em 1972, no Kidder, Peabody and Co., um banco de investimentos em Wall Street.
Em 1975 voltou ao Brasil para assumir a direção da Multiplic Corretora. 
De 1977 a 1981 foi Diretor da Comissão de Valores Mobiliários (CVM).
No período de julho de 1985 a fevereiro de 1987, ocupou cargos de diretor do BNDES e vice-presidente do BNDESPAR. Deixou o BNDES para assumir a presidência do Banco Central, cargo que exerceu em 1987 e novamente de 1991 até 1992. Em julho de 1992, Gros foi admitido pelo presidente Fernando Collor à Ordem do Mérito Militar no grau de Comendador especial.
No seu segundo período à frente do Banco Central, Francisco Gros foi um dos principais integrantes da equipe econômica que elaborou e conduziu o programa de recuperação e abertura da economia brasileira iniciado em 1991. Conduziu também as negociações que levaram a acordos com o Clube de Paris em fevereiro de 1992 e com o FMI em junho do mesmo ano. 
Francisco Gros foi nomeado Presidente do BNDES no dia 24 de fevereiro de 2000, cargo que ocupou até 2002. 
Substituiu Henri Philippe Reichstul na presidência da Petrobras em 2 de janeiro de 2002. Ocupou o cargo até 2 de janeiro de 2003.
Também ocupou a presidência da OGX, uma das empresas do grupo de Eike Batista.
Faleceu em São Paulo, no Hospital Sírio-Libanês, no dia 20 de maio de 2010, vítima de câncer. Deixou três filhos, Francisco, Carlos e Alexandra.